# Cedi
Der Cedi ist die offizielle Währung Ghanas. Er wird in 100 Pesewas unterteilt. Seine ISO-Abkürzung ist GHS, das Währungszeichen ₵  (Unicode: U+20B5 cedi sign). Der Name Cedi leitet sich vom Akan-Wort für Kauri – „sedie“ – ab. Kaurischnecken waren vom 15. Jahrhundert bis zu Beginn des 20. Jahrhunderts Zahlungsmittel in Westafrika.

## Geschichte

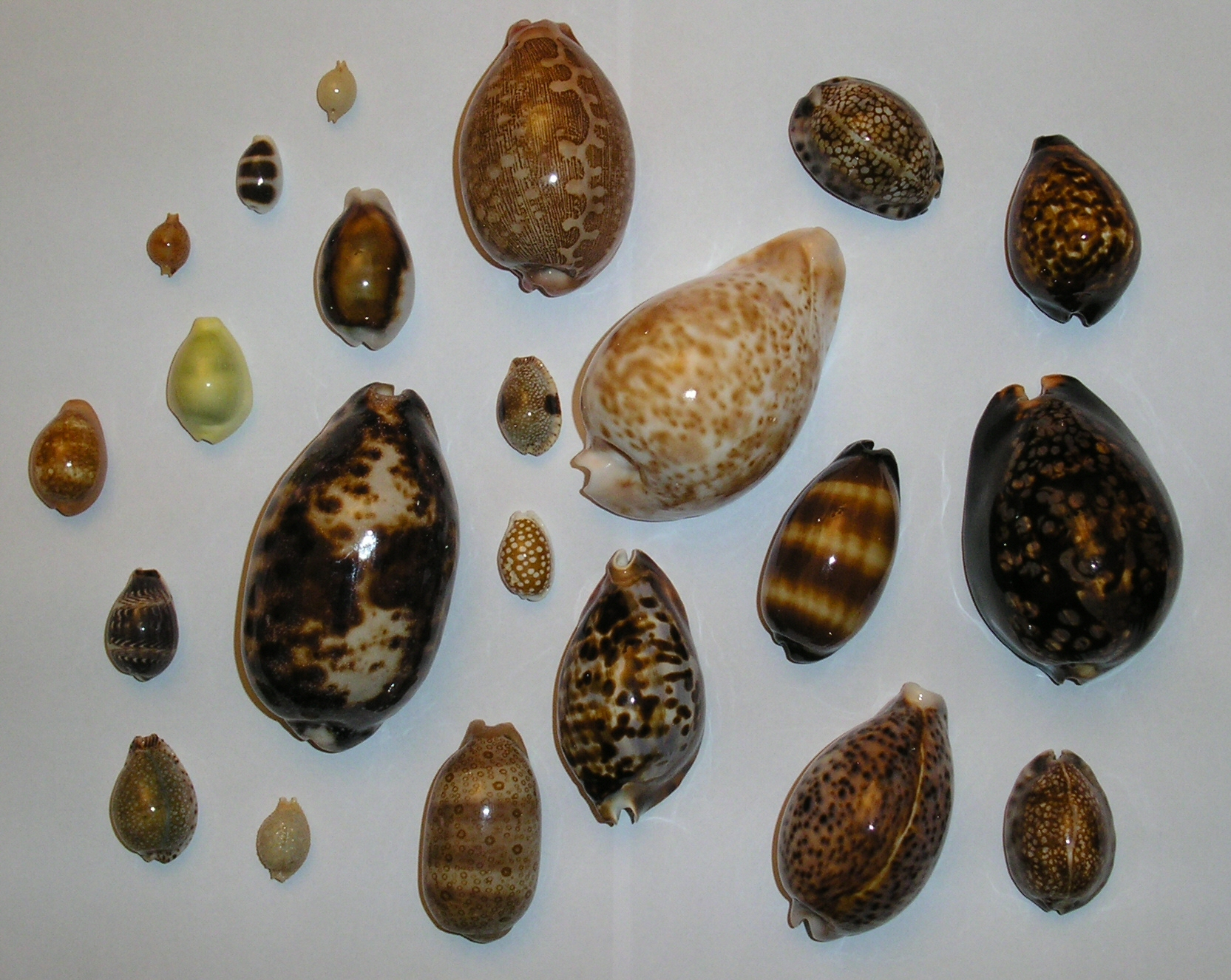
Kaurischnecken waren über fünf Jahrhunderte lang Zahlungsmittel in Westafrika.

| Zeit      | Währung           | Untereinheit           | Umtauschkurs | Kopplung       |
| --------- | ----------------- | ---------------------- | ------------ | -------------- |
| 1958–1965 | Ghanaian pound    | 20 Shilling, 240 Pence | 1 : 2,4      |                |
| 1965–1967 | First cedi        | 100 Pesewas            | 1,2 : 1      | 1 £ = 2,4 Cedi |
| 1967–2007 | Second cedi (GHC) | 100 Pesewas            | 10.000 : 1   | 1 £ = 2 GHC    |
| 2007–     | Third cedi (GHS)  | 100 Pesewas            |              |                |

### 1965 bis 1967 – Erster Cedi
Am Montag, dem 19. Juli 1965 wurde im acht Jahre zuvor unabhängig gewordenen Ghana der Cedi als offizielle Währung eingeführt. Er ersetzte das Westafrikanische Pfund (£G), eine Dezimalwährung, im Verhältnis 1,00 £G = 2,40 Cedi. Die neue Währung war im Verhältnis 2,40 Cedi = 1 £ an das Britische Pfund gekoppelt.

#### Historische Kurse des Ersten Cedi
- 1957 – 19. Juli 1965: 1 Ghanaisches Pfund (£G) = 1 britischer Pfund Sterling (£)
- 19. Juli 1965 – Februar 1967: 1 Cedi = 8 s. 4 d. (brit.) bzw. 1 $ = 85,71 Pesewas

### 1967 bis 2007 – Zweiter Cedi
Nach dem Sturz Kwame Nkrumahs im Jahr 1966 wurde am 23. Februar 1967 der Zweite Cedi (ISO-Abkürzung: GHC) eingeführt. Gründe dafür waren die Zweckmäßigkeit des Umtausches und der Wunsch, das Porträt Nkrumahs von Münzen und Banknoten zu entfernen. Der Wechselkurs betrug 1 GHC = 1,20 alte Cedi und damit 2 GHC = 1 £.

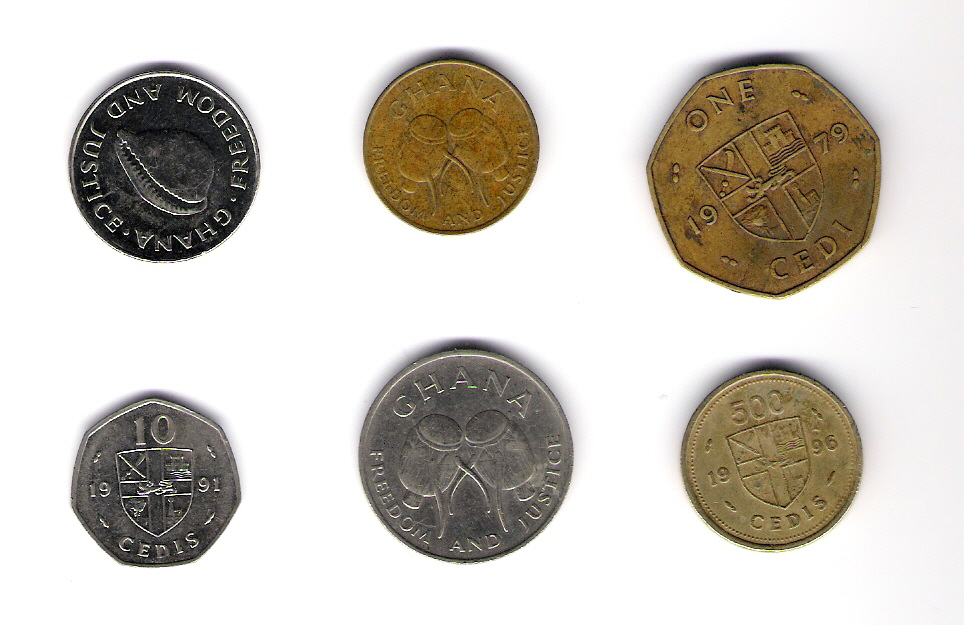
Oben v. l. n. r.: 20 Cedi, ½ Pesewa, 1 Cedi. Unten v. l. n. r.: 10 Cedi, 50 Cedi, 500 Cedi.
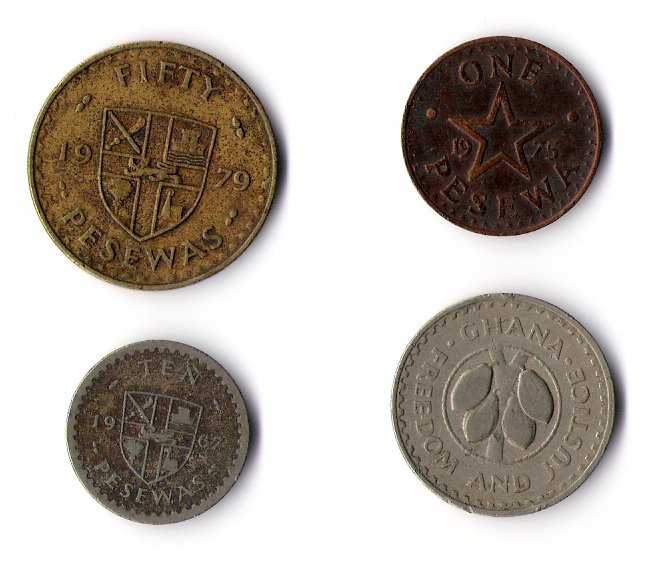
Oben v. l. n. r.: 50 Pesewas, 1 Pesewa. Unten v. l. n. r.: 10 Pesewas, 5 Pesewas.
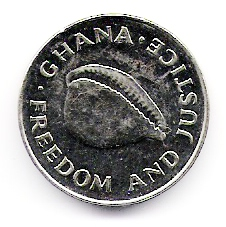
Rückseite einer 20-Cedi-Münze von 1991

#### Historische Kurse des Zweiten Cedi
- Februar 1967 – Juli 1967: 1 New Cedi = 10 s. sterling (brit.) oder 1,40 $ = 71,43 Pesewas
- Juli 1967 – November 1967: 1 £ (GBP) = 2,857 New Cedi bzw. 1 $ (USD) = 1,0204 New Cedi
- November 1967 – August 1971: 1 New Cedi = 8 s. 2 d. bzw. 1 New Cedi = 40,83 New Pence (brit.)
- Dezember 1971 – Februar 1972: 1 GBP = 4,738 New Cedi bzw. 1 USD = 1,8182 New Cedi
- Juni 1972 – Februar 1973: 1 GBP = 3,335 New Cedi bzw. 1 USD = 1,28 New Cedi
- Februar 1973 – Juni 1978: 1 USD = 1,15 New Cedi oder 1 Cedi = 86,96 US Cents
- August 1978: 1 USD = 2,75 New Cedi oder 1 New Cedi = 36,36 US Cents
- mittlerer Kurs für das Jahr 1984: 1 USD = 35,34 GHC
- mittlerer Kurs für das Jahr 1985: 1 USD = 54,05 GHC
- mittlerer Kurs für das Jahr 1986: 1 USD = 89,29 GHC
- mittlerer Kurs für das Jahr 1989: 1 USD = 270,00 GHC
- mittlerer Kurs für das Jahr 1990: 1 USD = 326,33 GHC
- mittlerer Kurs für das Jahr 1991: 1 USD = 367,28 GHC
- mittlerer Kurs für das Jahr 1992: 1 USD = 437,09 GHC (Schätzwert)
- mittlerer Kurs für das Jahr 1993: 1 USD = 649,06 GHC
- mittlerer Kurs für das Jahr 1996: 1 USD = 1.637,23 GHC
- mittlerer Kurs für das Jahr 1997: 1 USD = 2.050,17 GHC
- mittlerer Kurs für das Jahr 1998: 1 USD = 2.314,15 GHC
- mittlerer Kurs für das Jahr 1999: 1 USD = 2.647,32 GHC
- mittlerer Kurs für das Jahr 2000: 1 USD = 5.526,61 GHC
- mittlerer Kurs für das Jahr 2001: 1 USD = 7.170,75 GHC
- mittlerer Kurs für das Jahr 2002: 1 USD = 7.932,70 GHC
- mittlerer Kurs für das Jahr 2003: 1 USD = 8.677,37 GHC
- mittlerer Kurs für das Jahr 2004: 1 USD = 8.915,19317 GHC
- mittlerer Kurs für das Jahr 2005: 1 USD = 9.074,09488 GHC
- mittlerer Kurs für das Jahr 2006: 1 USD = 9.445,24378 GHC
- mittlerer Kurs für das Jahr 2007: 1 USD = 9.607,96389 GHC

### 2007 bis heute – Dritter Cedi

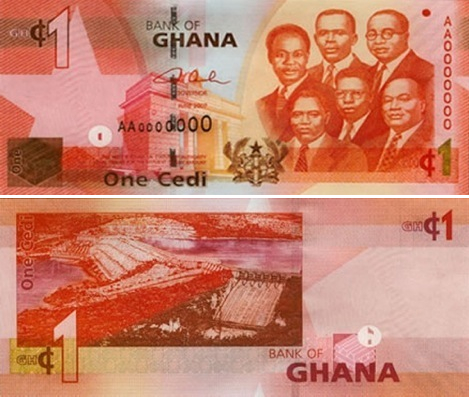
1 Neuer Cedi (GHS), 2007

Am 1. Juli 2007 gab es eine Neueinführung des Cedi in Ghana. Dabei wurde der alte Cedi (ISO-4217-Code: GHC) 10.000:1 abgewertet (vier Nullen weggestrichen) und der neue Ghana Cedi (ISO-4217-Code: GHS) auf die Basis 1:1 zum US-Dollar gestellt. Der Ghana Cedi ist in 100 Ghana Pesewas unterteilt.
 Für eine Übergangszeit von sechs Monaten waren sowohl alte als auch neue Cedi parallel als Umlauf-Zahlungsmittel bei täglichen Geschäften mit privaten Endverbrauchern gültig. Seit dem 31. Dezember 2007 ist der alte Cedi nicht mehr gültig.
Die ghanaische Regierung versprach sich mit der Neueinführung des Cedi einen positiven Effekt auf das Umfeld einer makroökonomischen Stabilität und verwies im Vorfeld auf Länder wie Brasilien, Argentinien, Mexiko oder Türkei, die in der Vergangenheit mit ähnlichen Programmen positive Erfahrungen gesammelt hätten. Nach der Ankündigung der Maßnahme wurden Befürchtungen laut, es könne hierbei zu ähnlichen Verlusten kommen, wie nach der massiven Cedi-Abwertung 1979. Dem traten jedoch die Vertreter der Bank of Ghana entschieden entgegen, da der Wert der Währung durch das Umrechnen auf eine andere Basis nicht beeinflusst werde. Insbesondere hoffte die Regierung, durch diesen Schritt eine Verminderung der Inflationsrate sowie des Zinsfußes für langfristige Kapitalanlagen zu erzielen. Gerade diese beiden Kriterien sind äußerst wichtig für jene Länder, welche im Jahre 2009 bei der Einführung des Eco beteiligt sein wollten. Nach dem Vorbild des Euro sollte 2009 der ECO als gemeinsame westafrikanische Währung in den zur Westafrikanischen Währungszone (ECO-Zone) gehörigen Ländern eingeführt werden, zu der auch Ghana seine Beitrittsabsichten bekundet hat.

#### Kursentwicklungen des Dritten Cedi

Preis von einem Dollar in Cedi

| Jahresdurchschnittskurse des Dritten Ghanaischen Cedi [GHS] | Jahresdurchschnittskurse des Dritten Ghanaischen Cedi [GHS] | Jahresdurchschnittskurse des Dritten Ghanaischen Cedi [GHS] | Jahresdurchschnittskurse des Dritten Ghanaischen Cedi [GHS] | Jahresdurchschnittskurse des Dritten Ghanaischen Cedi [GHS] | Jahresdurchschnittskurse des Dritten Ghanaischen Cedi [GHS] | Jahresdurchschnittskurse des Dritten Ghanaischen Cedi [GHS] | Jahresdurchschnittskurse des Dritten Ghanaischen Cedi [GHS] |
| Zeitraum                                                    | 1 EUR =                                                     | 1 EUR =                                                     | 1 EUR =                                                     | 1 USD =                                                     | 1 USD =                                                     | 1 USD =                                                     | Quelle                                                      |
| Zeitraum                                                    | Geldkurs                                                    | Briefkurs                                                   | Mittel                                                      | Geldkurs                                                    | Briefkurs                                                   | Mittel                                                      | Quelle                                                      |
| ----------------------------------------------------------- | ----------------------------------------------------------- | ----------------------------------------------------------- | ----------------------------------------------------------- | ----------------------------------------------------------- | ----------------------------------------------------------- | ----------------------------------------------------------- | ----------------------------------------------------------- |
| Zeitraum                                                    | [GHS]                                                       |                                                             |                                                             |                                                             |                                                             |                                                             | Quelle                                                      |
| 1. Juli 2007 – 31. Dezember 2007                            | 1,3138                                                      | 1,3641                                                      | 1,3390                                                      | 0,9301                                                      | 0,9655                                                      | 0,9478                                                      | [ 2 ]                                                       |
| 1. Januar 2008 – 31. Dezember 2008                          | 1,5612                                                      | 1,6116                                                      | 1,5864                                                      | 1,0655                                                      | 1,0987                                                      | 1,0821                                                      | [ 2 ]                                                       |
| 1. Januar 2009 – 31. Dezember 2009                          | 1,9727                                                      | 2,0228                                                      | 1,9978                                                      | 1,4140                                                      | 1,4469                                                      | 1,4305                                                      | [ 2 ]                                                       |
| 1. Januar 2010 – 31. Dezember 2010                          | 1,8803                                                      | 1,9239                                                      | 1,9021                                                      | 1,4167                                                      | 1,4491                                                      | 1,4329                                                      | [ 2 ]                                                       |
| 1. Januar 2011 – 31. Dezember 2011                          | 2,1314                                                      | 2,1720                                                      | 2,1517                                                      | 1,5316                                                      | 1,5604                                                      | 1,5460                                                      | [ 2 ]                                                       |
| 1. Januar 2012 – 31. Dezember 2012                          | 2,3607                                                      | 2,3987                                                      | 2,3797                                                      | 1,8374                                                      | 1,8665                                                      | 1,8519                                                      | [ 2 ]                                                       |
| 1. Januar 2013 – 31. Dezember 2013                          | 2,7273                                                      | 2,7683                                                      | 2,7478                                                      | 2,0516                                                      | 2,0820                                                      | 2,0668                                                      | [ 2 ]                                                       |